# Opatovce
Opatovce je naseljeno mjesto u okrugu Trenčín u  Trenčínskom kraju u Slovačkoj.

## Stanovništvo
| Godina:     | 1994. | 2004.   | 2014.   | 2024.   |
| ----------- | ----- | ------- | ------- | ------- |
| Broj ljudi: | 407   | 395     | 401     | 433     |
| Razlika:    |       | −2,94 % | +1,51 % | +7,98 % |

| Godina:     | 2023. | 2024.   |
| ----------- | ----- | ------- |
| Broj ljudi: | 432   | 433     |
| Razlika:    |       | +0,23 % |

Prema podacima o broju stanovnika iz 2024. godine naselje je imalo 433 stanovnika.

## Vanjske poveznice
|  | Zajednički poslužitelj ima još gradiva o temi Opatovce |

- Službena stranica naselja (sl.)